# Tyrrhena Patera
Tyrrhena Patera é a depressão central de um vulcão no quadrângulo de Mare Tyrrhenum, em Marte, localizada a 21.36° latitude sul e 253.47° longitude oeste.  Seu nome vem de uma formação de albedo clássica.  Cadeias de crateras de buraco são encontradas no topo de Tyrrhena Patera.  Essas cadeias são formadas pelo colapso de material em câmaras ocas.  Como esses buracos formam cadeias e fraturas concêntricas que são alinhadas, essas cadeias são causadas provavelmente pela extensão da superfície.  Processos vulcânicos fazem a crosta se romper.  Câmaras ocas são formadas, e então o material da superfície desaba, formando buracos. Tyrrhena Patera é um dos vulcões mais antigos de Marte. Como consequência de sua idade antiga, Tyrrhena Patera possui várias ravinas na sua encosta.  Quando este vulcão se formou, o magma pode ter fluido ao longo do solo congelado e tendo entrado em erupção facilmente como cinzas vulcânicas, ao invés de fluxos de lava.